# 蘭氏麗鰻
蘭氏麗鰻為輻鰭魚綱鰻鱺目糯鰻亞目蛇鰻科的其中一種，分布於中東太平洋的馬貴斯群島海域，體長可達46.4公分，棲息在底層水域，屬肉食性。

## 擴展閱讀
維基物種上的相關：蘭氏麗鰻